# De kinderen van de bunker
De kinderen van de bunker is het 22ste stripalbum uit de reeks Lefranc. Het album verscheen voor het eerst op 4 mei 2011 bij uitgeverij Casterman. 
Het is het enige album in deze reeks dat getekend werd door Alain Maury, beter bekend van het tekenen van De Smurfen, en het derde verhaal van scenarist Michel Jacquemart.
In tegenstelling tot vrijwel alle verhalen in deze reeks is niet Lefranc maar de twaalfjarige Jeanjean de hoofdpersoon van dit verhaal. Het verhaal speelt in juni 1956 en vertelt meer over de tragische dood over Jeanjeans ouders. Het is een mix van drama, emotie, mysterie en zelfs fantasy. 
Het verhaal doet magisch realistisch aan.

## Het verhaal
Lefranc wordt opgeroepen als reservist opgeroepen voor de oorlog in Algerije. Daar voert hij contactmissies uit met de lokale bevolking. Bij een van zijn missies stort zijn vliegtuig en wordt hij zwaargewond. In coma droomt hij van zijn dode vader die hem zegt naar Frankrijk terug te keren want Jeanjean is in levensgevaar.
Jeanjean gaat op zomerkamp met de scouting aan de Normandische kust. De scouts ontdekken een vreemd landgoed en een oude Duitse bunker. Er is sprake van een verborgen schat van de Tempeliers. Jeanjean worstelt zelf met de dood van zijn ouders en denkt dat hij hun dood had kunnen voorkomen. Zijn gemoedstoestand leidt tot conflicten. 
Als zijn zwaarmoedige gedachten hem bijna tot ondoordachte daden aanzetten, ontmoet hij bij de bunker een meisje met rossig haar genaamd Mary die vrienden wil zijn. Er hangt een zweem van mysterie om haar heen. 
Lefranc haast zich inmiddels naar Jeanjean, maar als hij bijna op de plaats van bestemming is, wordt zijn auto van de kliffen afgereden door een boer die geschrokken is van de plotse verschijning van het rosse meisje. Op het moment van het ongeluk wordt Jeanjean gewekt door Lefranc die hem verteld dat hij een moedige jongen is en zonder hem moet leren leven. Jeanjean schrikt vervolgens wakker. Lefranc wordt in coma naar een ziekenhuis vervoerd.
Jeanjean ontmoet met zijn medescouts de vrienden van Mary in de bunker. Vervolgens gaan ze spelen met de oude wapens die ze in de bunker vinden. Ze leren ook de dame van het landhuis kennen.
Lefranc komt bij uit zijn coma en haast zich naar de bunker. Daar hebben de vrienden van Mary een oude tank aan de praat gekregen die op de bunker gaat vuren. Mary vertelt Jeanjean dat zij ooit schipbreuk leed aan de kust en vervolgens door de dorpsbewoners werd vermoord. Ook haar vrienden hebben hun vertrouwen in volwassenen verloren. Jeanjean wil vervolgens Lefranc redden, maar wordt afgeleid door hulpgeroep van Mary uit het brandend landhuis. Lefranc redt de kinderen uit het instortende huis.
Lefranc en Jeanjean gaan uitrusten van deze avonturen. Jeanjean ontmoet vervolgens aan de kust Mary weer en kan dan eindelijk zijn schuldgevoel dat hem kwelde over de dood van zijn ouders van zich afzetten.